# کهن‌شکاری

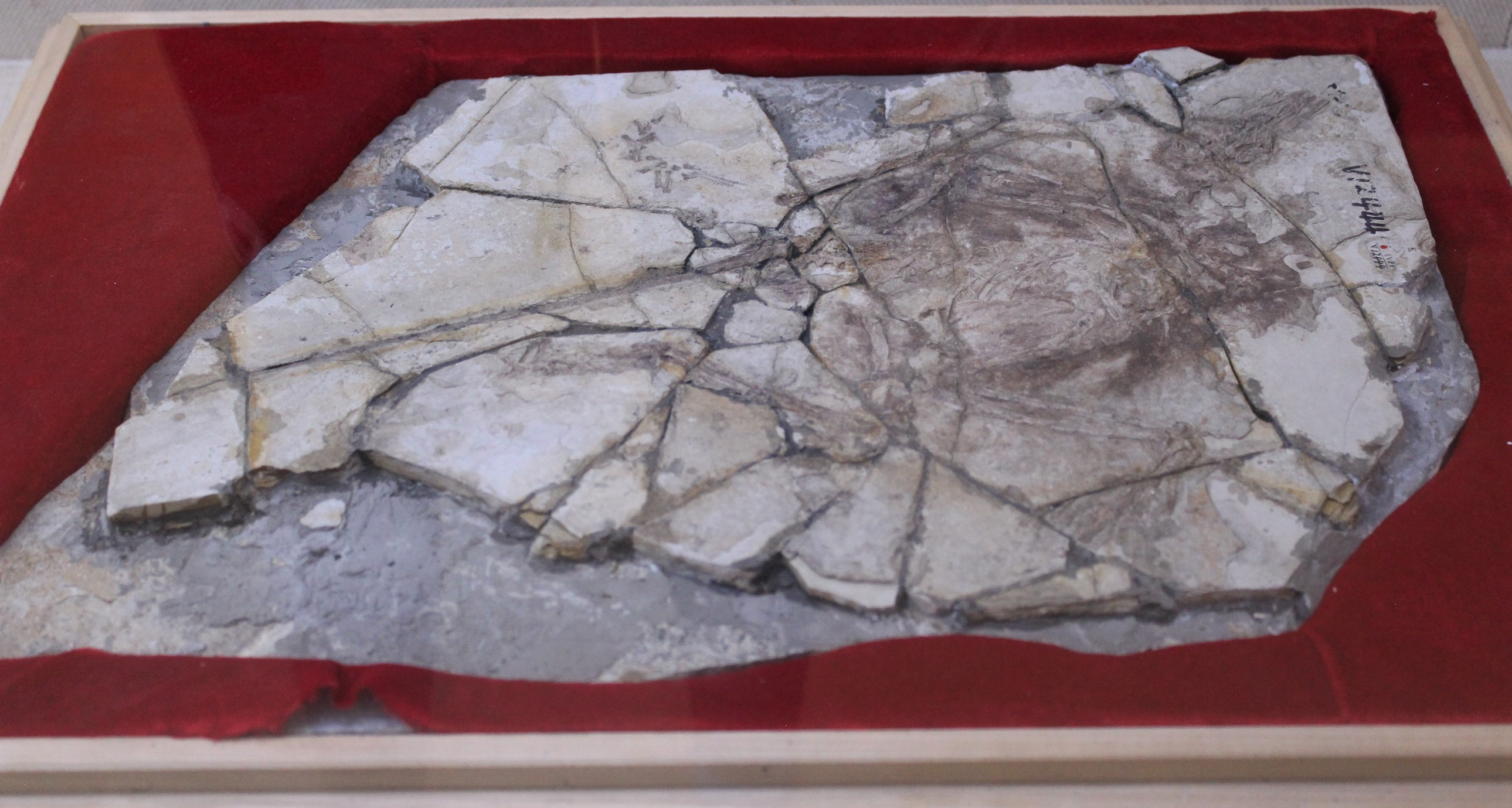
فسیل کهن‌شکاری (Archaeoraptor)

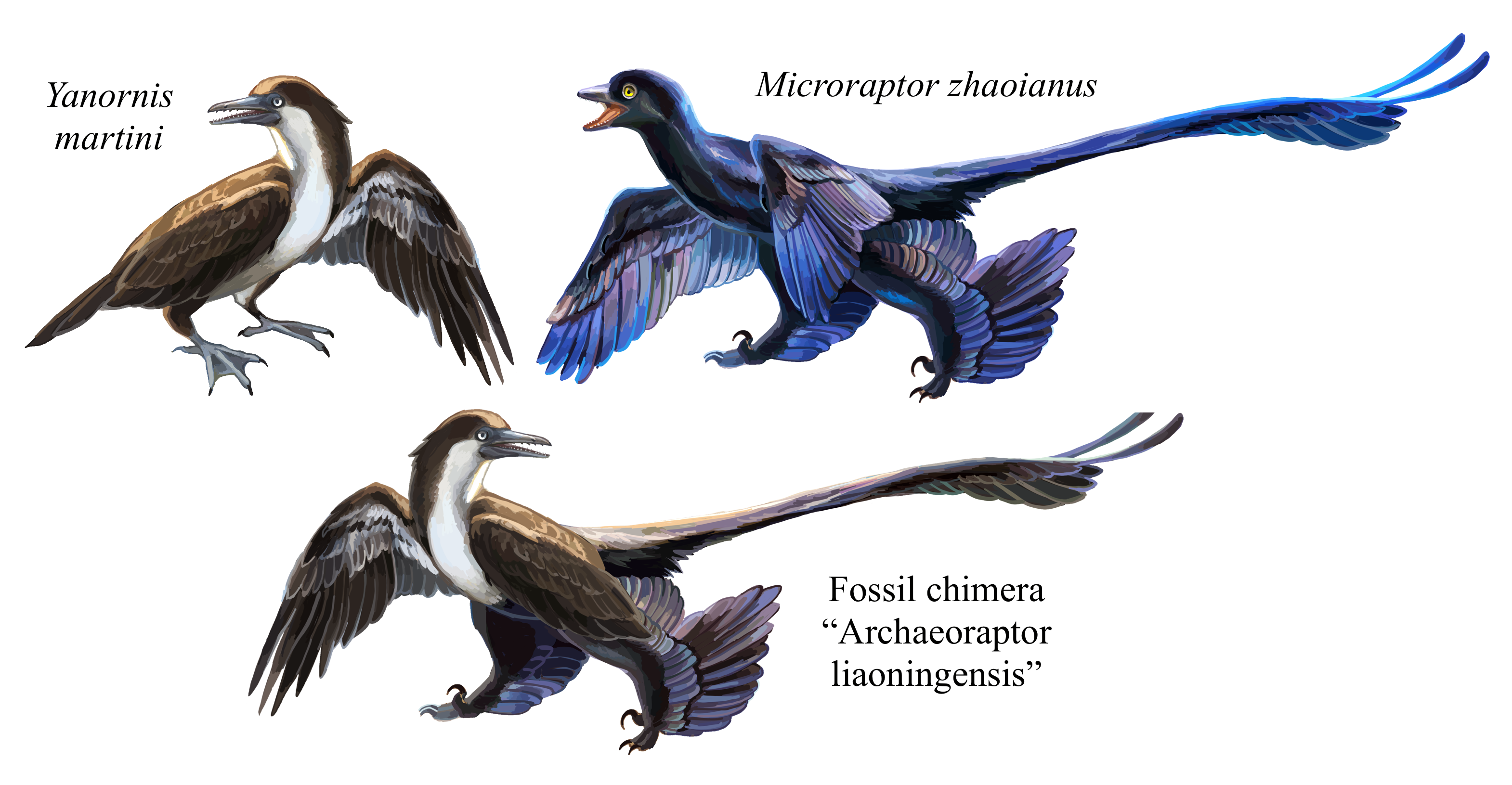
بازسازی فرضی کهن‌شکاری Archaeoraptor و اجزای شناخته شده آن، یان‌مرغ‌ها (Yanornis) و خردشکاری‌ها (Microraptor)

کهن‌شکاری (نام علمی: Archaeoraptor)، نام سرده غیررسمی یک کیمرای فسیلی از چین در مقاله‌ای است که در مجله National Geographic در سال ۱۹۹۹ منتشر شد. این مجله ادعا کرد که این فسیل یک "حلقه گمشده " بین پرندگان و دایناسورهای ددپای زمینی است. حتی پیش از این انتشار، تردیدهای شدیدی در مورد درستی این فسیل وجود داشت. مطالعات علمی بیشتر نشان داد که این یک چیز جعلی ساخته‌شده از قطعه‌های فسیل‌های واقعی از گونه‌های مختلف است. ژو و همکاران متوجه شدند که سر و بخش بالایی بدن در واقع متعلق به نمونه‌ای از پرنده فسیلی اولیه یانورنیس است. یک مطالعه در سال ۲۰۰۲ نشان داد که دم آن متعلق به یک دونده‌خزنده بالدار کوچک به نام خردشکاری است که در سال ۲۰۰۰ نام‌گذاری شد. پاها و انگشتان متعلق به جانوری است که هنوز ناشناخته است.